# 多布里夫利亞內 (斯特雷市鎮)
49°17′49″N 23°51′31″E / 49.29694°N 23.85861°E
多布里夫利亞内（烏克蘭語：Добрівляни），是烏克蘭的村落，位於該國西部利沃夫州，由斯特雷區斯特雷市鎮負責管轄，處於切尔尼察河畔，始建於1580年，面積13.8平方公里，海拔高度285米，2001年人口828。